# Gomasio
Gomasio je suché koření, podobné furikake, vyrobené z neloupaných sezamových semínek a soli. Často se používá v japonské kuchyni jako dochucovadlo salátů a polévek, někdy se jím také dochucuje rýže nebo onigiri. Některé komerčně prodávané gomasio může také obsahovat cukr.
Gomasio neutralizuje překyselení krve a tím mírní únavu i různé zdravotní potíže, vyživuje a posiluje nervový systém a zvyšuje imunitu. Je zdrojem cenných minerálních látek.